# Monitilora (Monitilora) elegans
Espèce
Synonymes
- Lucina elegans Defrance, 1823[1]
- Miltha elegans (Defrance, 1823)[1]
- Miltha (Cavilucina) elegans (Defrance, 1823)[2]
- Monitilora elegans (Defrance, 1823)[2]
- Phacoides elegans (Defrance, 1823)[1]
- Phacoides (Cavilucina) elegans (Defrance, 1823)[2]

Monitilora (Monitilora) elegans est une espèce fossile de mollusques bivalves de la famille des Lucinidae. Il s'agit d'une espèce datant du Lutétien (Éocène, ère cénozoïque) qui a été découverte en France.

## Systématique
L'espèce Monitilora (Monitilora) elegans a été décrite pour la première fois en 1823 par le malacologiste français Jacques Louis Marin Defrance (1758-1850) sous le protonyme Lucina elegans.
Le nom admet un homonyme, Cavilucina elegans (Deshayes, 1823), qui est un synonyme de Fimbria soverbii (Fimbriidae).[réf. nécessaire]
Monitilora elegans a pour synonymes :
- Lucina elegans Defrance, 1823
- Miltha elegans (Defrance, 1823)
- Phacoides elegans (Defrance, 1823)